# San Paolo Cervo

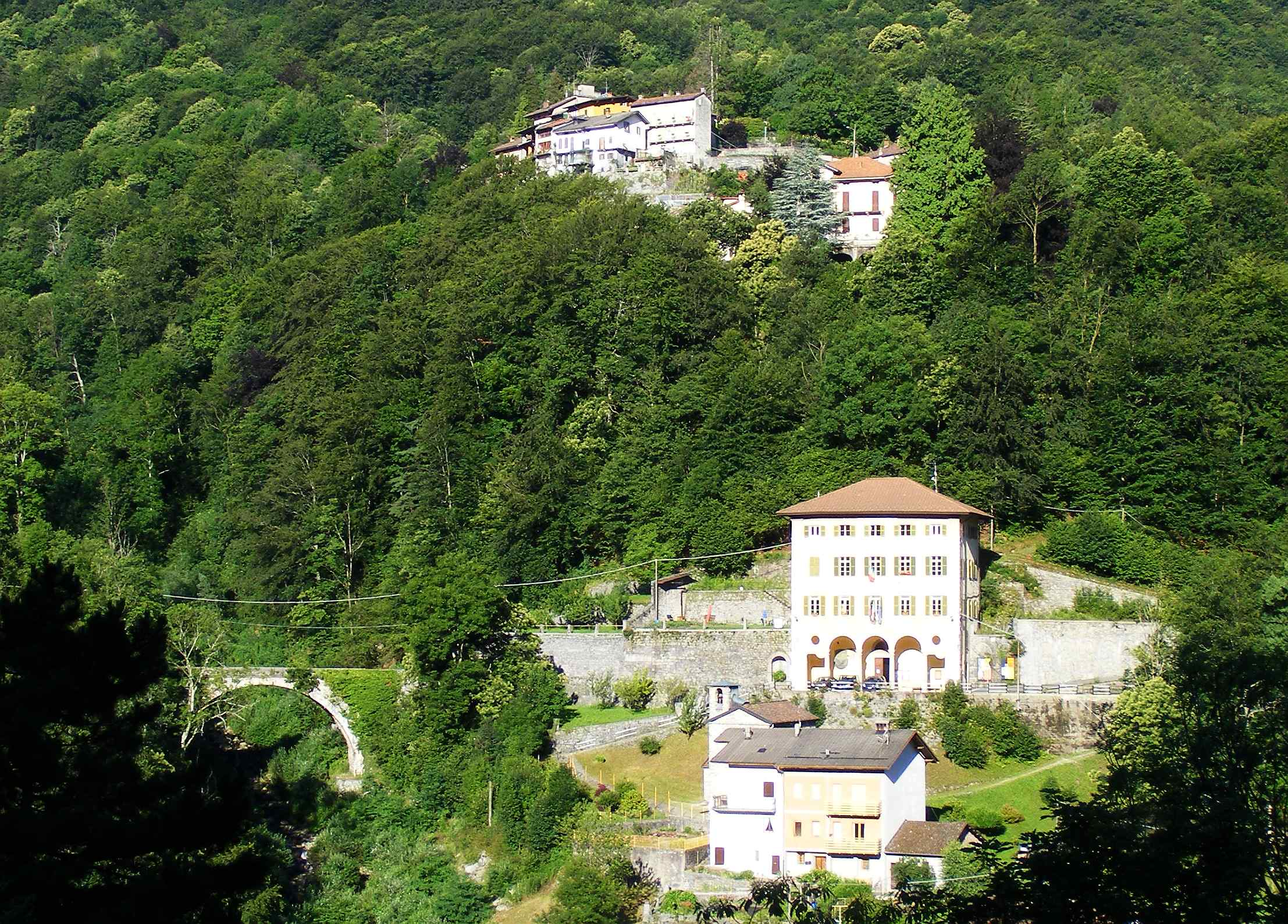
San Paolo Cervo

San Paolo Cervo was een gemeente in de Italiaanse provincie Biella (regio Piëmont) en telde op 31 december 2013 138 inwoners. De oppervlakte bedroeg 8,4 km², de bevolkingsdichtheid was 17 inwoners per km². Per 1 januari 2016 zijn San Paolo Cervo en de buurgemeente Quittengo opgegaan in de gemeente Campiglia Cervo.

## Demografie
San Paolo Cervo telde ongeveer 73 huishoudens. Het aantal inwoners daalde in de periode 1991-2001 met 20,2% volgens cijfers uit de tienjaarlijkse volkstellingen van ISTAT.
| Jaar | Inwoneraantal |
| ---- | ------------- |
| 1991 | 183           |
| 2001 | 146           |
| 2013 | 138           |

## Geografie
San Paolo Cervo grensde aan de volgende gemeenten: Andorno Micca, Biella, Campiglia Cervo, Quittengo, Sagliano Micca.
Ailoche · Andorno Micca · Benna · Biella · Bioglio · Borriana · Brusnengo · Callabiana · Camandona · Camburzano · Campiglia Cervo · Candelo · Caprile · Casapinta · Castelletto Cervo · Cavaglià · Cerreto Castello · Cerrione · Coggiola · Cossato · Crevacuore · Crosa · Curino · Donato · Dorzano · Gaglianico · Gifflenga · Graglia · Lessona · Magnano · Massazza · Masserano · Mezzana Mortigliengo · Miagliano · Mongrando · Mosso · Mottalciata · Muzzano · Netro · Occhieppo Inferiore · Occhieppo Superiore · Pettinengo · Piatto · Piedicavallo · Pollone · Ponderano · Portula · Pralungo · Pray · Quaregna · Ronco Biellese · Roppolo · Rosazza · Sagliano Micca · Sala Biellese · Salussola · Sandigliano · Selve Marcone · Soprana · Sordevolo · Sostegno · Strona · Tavigliano · Ternengo · Tollegno · Torrazzo · Trivero · Valdengo · Vallanzengo · Valle Mosso · Valle San Nicolao · Veglio · Verrone · Vigliano Biellese · Villa del Bosco · Villanova Biellese · Viverone · Zimone · Zubiena · Zumaglia